# Лежень перуанський
Лежень перуанський (Burhinus superciliaris) — вид сивкоподібних птахів родини лежневих (Burhinidae).

## Поширення
Птах поширений вздовж тихоокеанського узбережжя Південної Америки від півдня Еквадору до крайньої півночі Чилі. Трапляється у посушливих низинних районах.

## Опис
Птах завдовжки до 40 см. Забарвлення оперення плямисте, сіро-коричневе. Черево біле. На голові є широка біла надбрівна смуга, а над нею чорна смуга. Дзьоб короткий, міцний з чорним кінчиком.

## Спосіб життя
Трапляється на сухих луках та посушливах степах, на полях. Активний вночі, вдень сидить нерухомо у траві. Живиться безхребетними та дрібними хребетними. Моногамний птах. Гніздиться у червні. Яйця відкладає у ямку в піщаному або кам'янистому ґрунті поблизу води. Гніздо вистелює сухою травою. У кладці два яйця. Поки самиця насиджує, самець її охороняє.